# 巴扎萊季湖

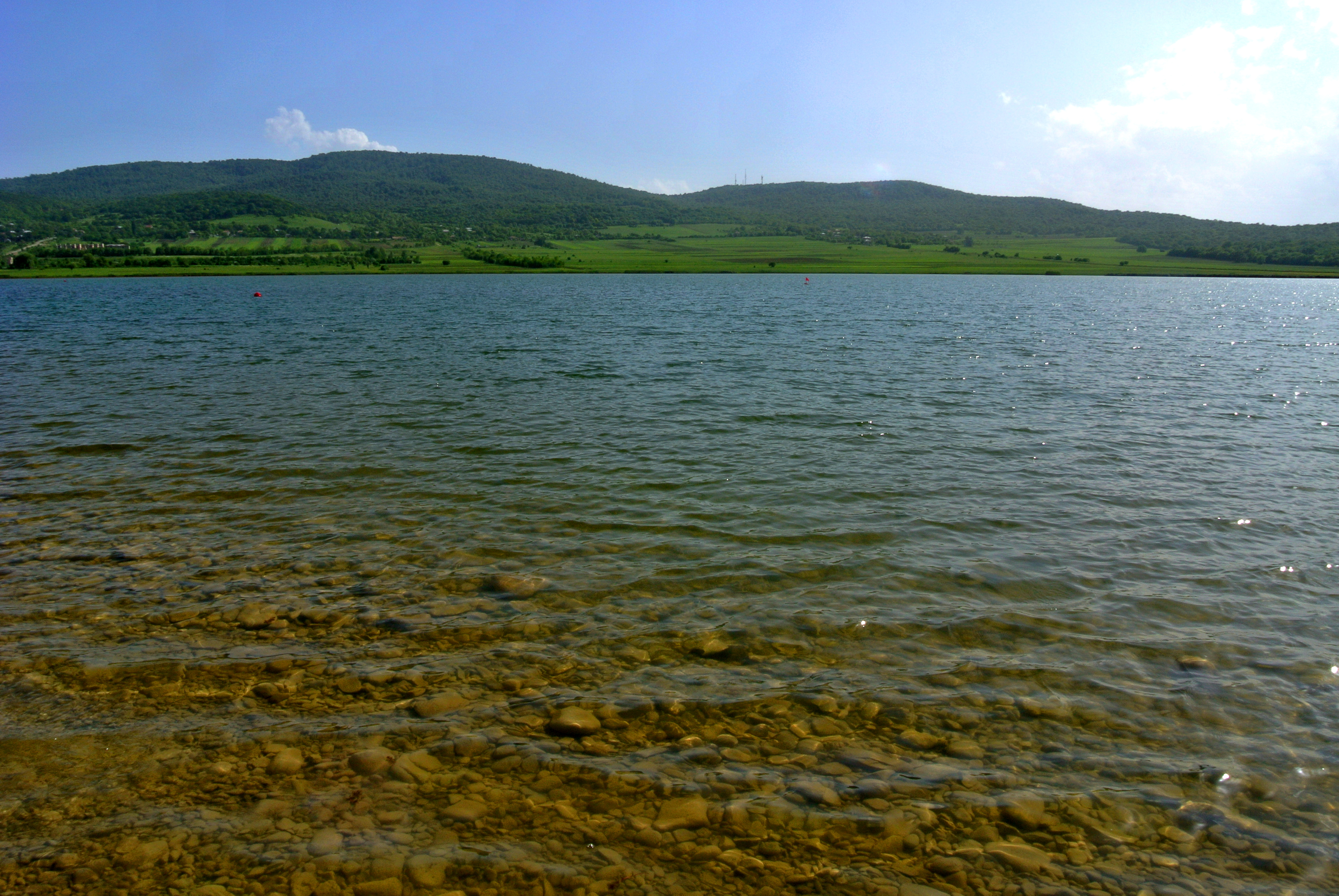
巴扎萊季湖

巴扎萊季湖（格魯吉亞語：ბაზალეთის ტბა）是格魯吉亞的湖泊，位於該國東部，距離首都第比利斯約60公里，毗鄰杜舍蒂，長2公里、寬1公里，面積1.22平方公里，海拔高度875米，最大水深7米，是熱門的度假地點。

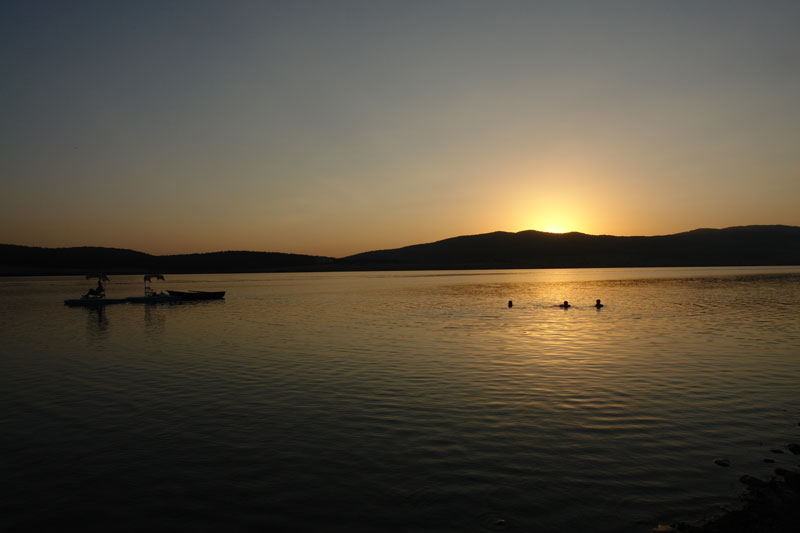
黃昏湖景

## 外部連結
- The Bazaleti complex （页面存档备份，存于）